# 打擊出去
《打擊出去》是台灣運動型態的綜藝棒球運動節目，2009年11月2日於緯來綜合台開播，播出時間為週一至週五晚間九點至十點。主持人由陽帆、巧克力擔綱，節目型態為單元進行局數積分制，於局數完成後積分最高參賽者即可挑戰獎金，最高獎金為兩百萬新台幣。
本節目挑戰參賽者分別為三組，其中兩組只要是國小、國中、高中、大專至業餘到職棒的棒球球員皆可報名參加本節目挑戰獎金、另一組則派藝人隊代表出場挑戰獎金。
2010年1月11日女主持巧克力因赴大陸演藝圈發展無法兼顧節目進行，而更換著有「新宅男女神」的人氣藝人豆花妹接班至11月。
2010年11月8日女主持豆花妹因朝向電影圈發展暫別主持，而更換過去為偶像團體「K ONE」成員JR代班主持至節目停播為止。
2011年5月24日節目播出最後一集也是第400集。
2011年5月25日到2011年6月3日節目播出打擊出去精華版。

## 節目主持人
- 2009年11月-2010年1月：陽帆、巧克力
- 2010年1月-2010年11月：陽帆、豆花妹
- 2010年11月-2011年5月：陽帆、JR

### 歷屆
- 歷屆啦啦隊：

蓓蓓、拉拉、荳荳、IDA、小魚、安安、小百合、武依霖、金魚、斑斑、小米(Mia)、糖糖、櫻桃、KiKi、Bunny、小歪、
花栗、小百、果凍、小文、君君、KiWi、愛絲(Esse)
- 歷屆計分員：(2010年10月起改為啦啦隊輪流跳舞後報分數)

嘉嘉、小南、童童、姵蓓、小榕、雅筑、語飛、櫻桃、雨辰、宜萍
- 歷屆臨時計分員：

君君、武依霖、豆花妹、果凍
- 歷屆投球大來賓： (節目獎金救援王)

黃平洋、林敬民、王嘉誠、簡嘉佑、何欹璠

## 節目單元
- 七手八腳：挑戰參賽者將進行節目單元所設置的打擊抬上進行類似飛鏢的數字旋轉盤揮擊，擊中盤上的指定號碼後並進行該號碼的七手八腳任務來累積積分，任務中將會有參賽藝人與學生代表以及啦啦隊等五人共同進行積分得分。
- 心浮氣爆：挑戰參賽者將與學校學生代表與啦啦隊代表三人進行節目單元所設置的浮球機台上進行投球，參賽者將再氣球爆破前，將把浮球機台上的兩顆金球、紅球打掉，金球為一分，紅球則兩分，當氣球爆破後再將所打中的球類累計積分。
- 吃裡爬外：兩位挑戰參賽者代表將進行節目單元所設置的顏色舞台上進行爬行，由兩位參賽者代表的學校學生代表輪流進行面對顏色造型面板投球，顏色造型面板分別為紅、藍、黃、綠四種顏色，兩位參賽藝人代表將藉由學校學生代表所投中的面板顏色進行雙手雙腳的顏色爬行，投中各種顏色面板皆為一分，最後若兩位參賽者其一爬行至終點拿到顏色旗幟者將可獲得三分積分並予累積。
- 我最搖擺：挑戰參賽者將進行節目單元所設置的衝浪搖擺機器上進行投球，玩法類似眼不見為進同樣再一分鐘之內將球投進參賽者與啦啦隊的籃框內累計積分。
- 驚升尖叫：挑戰參賽者將要與啦啦隊進行節目單元所設置的45度升降浮板上讓對手參賽者進行點擊，對手參賽者將有五球機會可投球給觸擊者點擊將球滾進類似彈珠台的分數區域內，分數分別為3、2、1、-1、-2分，點進1分即升降浮板會升上5度以此類推將參賽者順勢滑下浮板，若參賽者與啦啦隊其一掉下浮板皆有3分加分.覺得滑時可脫襪子.
- 棒棒紅不讓：參賽者將有30秒的機會拿玩具棒揮擊節目單元所設置的兩座旋轉木人巷進行敲擊，每一座皆有六個氣球可進行敲擊擊破並拿下分數，最高分可得到12分。
- 功夫廚房：參賽者將有6球投球的機會投向節目單元所設置的菜單進行投擊，三位參賽者將在指定的菜單上各投兩球指定菜單的料理配料完成一道主題並由女主審做成主題料理而吃下，投中兩球指定菜單的料理者為兩分，投錯料理也有一分的積分。
- 牆人所難：參賽者將有10球投球的機會投向節目單元所設置的保齡球瓶十宮格擊倒，保齡球瓶每一格所設置的1~10號若有號碼被擊倒後將可把站在牆上的另一參賽者以及節目班底的其一踩上的號碼柱子塞進洞裡並得下一分積分，若投出的號碼一一打下順利將一位踩上的參賽者或班底掉下台下將可得下三分的積分，10球的投球機會中也極有可能一球打進一瓶以上的保齡球瓶。
- 舉手投足：因應世足賽所設製的單元，參賽者將有6球踢球的機會踢向節目單元所設置的足球柵欄進行踢球取分，分別為手、腳、頭三種踢球模式各進行兩球踢球累計積分，手腳的部份踢進足球柵欄皆為1分，頭的部份則有1~3分的位置取分，1分為左右、2分則為欄杆上方、3分為欄杆下方。
- 王牌KO：參賽者將有三回合機會將節目設置的十罐瓶子用球投出擊破，每一回合都有三次丟球機會，原理與保齡球類似，丟一次全倒即可獲得積分兩分，三次以內全倒則可獲得一分，三回合皆能在一球內全倒可獲得節目提供獎金。
- 強棒出擊：參賽者將有三次揮棒機會朝向節目設置的推進器具刺破五顆氣球，三次揮棒球棒分別為木棒、鋁棒、玩具棒，揮棒前將說出強棒出擊後便揮出，揮出無擊中推進器具者便為零分，三次揮出皆能將五顆氣球擊破者可獲得節目提供獎金一萬五千元新台幣。
- 一鳴驚人：參賽者將有三次出局機會手持球棒對者節目設置的一分大鑼鼓與三分小鑼鼓打擊出去，揮棒落空可繼續持球揮擊，揮擊出去即算一次積分或一次出局機會，擊中者皆可獲得該分積分，由於此單元容易將攝影棚內的器材擊破，也就少許出現此單元。
- 記憶棒棒堂：三位參賽者將同時記起節目所設置的上下各十二塊主題記憶板，參賽者將輪流答出上方與下方相關的主題答案，答對一題即可獲得積分一分，三人若皆順序答對總題目就可並得積分四分，若答錯者就喪失積分機會留給下位參賽者加分。
- 七上八下：參賽者將進行三次機會與啦啦隊班底隊員互相手持節目設置的積分大型滾動板子，將棒球滾進積分洞裡頭累積單局分數，三次出球次數分別為一球、兩球、三球，積分洞裡頭分別為三分、兩分、一分以及出局零分，若球滾動掉下板子外也視同出局零分。
- 神奇大盜1：參賽者將進行三回合節目設置的助跑滑墊前進取分，前進區域分別有一到三分，參賽前主持群將會派出三位班底代表取分，三位加起來總分如果參賽者能夠在三回合取分超過班底可獲得節目提供獎金一萬元新台幣，得到分數也會累積為總局積分。
- 神奇大盜2：參賽者將進行三回合節目設置的助跑滑墊前進取分，前進區域分別有一到三分，第一回合前進分數達兩分以上者可得加碼獎金2600元新台幣，第二回合前進分數可得分數乘二，第三回合前進分數達兩分以上者可選擇與節目主持班底的愛的抱抱獎勵，前提是要前進皆刺破氣球即可。
- 全民公投1：參賽者將有三出局數可投球至二十宮格板上，板內各有種類壘打數累積積分，三出局內可達成二十宮格皆擊破者可直接獲得單元提供獎金十萬元新台幣，投出板子累積壘上滿壘在投出全壘打可得加碼獎金2600元新台幣，投中兩塊全壘打板者可選擇與節目主持班底的愛的抱抱獎勵。
- 全民公投2：基本上遊戲規則跟舊版相同，但新增了二十宮格裡面隱藏了兩塊魔鬼懲罰跟一塊天使獎勵的牌子，若參賽者萬一擊中懲罰牌子將會有愛的小手打腳底板的處罰，兩塊皆擊中就處罰兩次，但若參賽者擊中獎勵的牌子將可得到節目班底選出的主持、女主審或啦啦隊十指僅扣深情喊Only You~~，或是選啦啦隊其中一隊員跳性感熱舞秀給參賽者福利。
- 痛痛金手套：參賽者將蹲至健康布道上進行與投球固定來賓五次投球接補，五球接補皆補到並且無漏接者可直接獲得單元提供獎金一萬元新台幣，前四球皆為積分兩分，最後第五球特殊金球則有積分三分。
- 一觸擊發1：參賽者將手持球棒與投球固定來賓五次投球觸擊，將球觸擊至節目所設置的積分線裡面即可得分，設置的線從左至右分別為三分、兩分、一分、兩分、三分，五條積分線後方有五道牆角可避免出線得分，若球觸擊出線外便出局。
- 一觸擊發2：參賽者將手持球棒與投球固定來賓五次投球觸擊，觸擊球前進至節目設置的積分洞裡面皆可獲得分數，分數分別為黃色小洞三分、紅色中洞兩分、白色大洞一分，觸擊未進洞裡的球可由下一球觸擊補進，補進可獲得兩球的積分。
- 接殺出局：參賽者將有三球機會撲接從攝影棚落下的棒球，第一、第二球分別為積分一分，第三球金球將可獲得兩分，三球若都能撲接住將可得到愛的抱抱獎勵。
- Double Play：參賽者將手持手套撲接投球固定來賓三次傳來的球，再往前方分別為一分的大鑼鼓與三分的小鑼鼓投去，投中者皆可獲得該分積分，三次投球若有一球投中三分者將可獲得再次投球，但條件必須再度投中三分以此類推，三球若全擊中至三分者可獲得單元提供獎金一萬元新台幣。
- 美眉揹者洋娃娃1：參賽者將有一籃彩色球進行投球取分，五位節目啦啦隊班底將會揹者孩童專用籃球框給參賽者投進，後方三位較近的啦啦隊班底投進可獲得積分一分，前方兩位較遠的啦啦隊班底投進則可獲得積分兩分。
- 美眉揹者洋娃娃2：參賽者將有一籃彩色球進行投球取分，單元改採取互動制由參賽者挑選一位現場班底或是來賓，揹者孩童專用籃球框給參賽者投進，由於是面對面丟球得分也較舊版容易。
- 飛天魔球：參賽者將有30秒的時間內有一籃彩色黏球進行投球取分，此單元將分別為男女合組以上下半局進行，投球對象為穿著全身黑色黏身衣物的下一位參賽者進行輪替，30秒內投到身上的彩色黏球以一顆為一分計算，由於分男女兩局投外加命中率高是個很好搶分的單元。
- 眼不見為進：參賽者將有30秒的時間內有一籃彩色球進行投球取分，模式與美眉揹者洋娃娃2類似但是是以背對投球，參賽者將指定一位主持主審或啦啦隊員以及來賓進行背面投球，30秒內投到指定對象的籃框內將以一顆為一分計算。

## 當天分數最高者為MVP之歷屆可參與拿獎金單元
- 滿貫大亨：為局數積分結果出爐的最高分參賽者MVP可獲得此項單元挑戰獎金，參賽者將有3次投球機會將節目所設置的特殊10宮格所擊破，若能夠3次機會皆未使用就可擊破10宮格即可獲得本節目所提供的最高獎金200萬新台幣，若能夠在剩下2次機會就可擊破10宮格即可獲得本節目所提供的次高獎金100萬新台幣，若能夠在剩下最後1次機會就可擊破10宮格即可獲得本節目所提供獎金50萬新台幣，若3次機會無法投完10宮格依所投中的宮格數也有獎金但獎金折半計算。
- 強投Bingo Bingo：為局數積分結果出爐的最高分參賽者MVP可獲得此項單元與投球固定來賓爭取獎金，參賽者將於該節目中所得到的積分1分換算500元新台幣累積挑戰獎金加倍，與全民公投類似但必須投球擊中九宮格為主，九宮格擊中形成一連線即可獲得參賽者單天所拿下的積分換算獎金，並由連線的次數加倍（即N連線即可將獎金乘以N倍計算），如果與投球固定來賓對抗獎金連線失利者，也可獎金折半託由藝人參賽者幫助投近九宮格任一號碼獲得。
- 強投猜一猜：為局數積分結果出爐的最高分參賽者MVP可獲得此項單元與投球固定來賓爭取獎金，參賽者將與投球固定來賓抽籤從1～9共9組號碼中各抽出2組號碼，若任一方投中對方抽出的2組號碼就會挑戰失敗或是挑戰成功，挑戰成功參賽者就可獲得當天單元所獲得的積分獎金。（例：MVP抽出1、4，投球固定來賓抽出2、5，MVP投中投球固定來賓抽出的2、5就算MVP挑戰成功；反之投球固定來賓投中MVP抽出的1、4就算MVP挑戰失敗）
- 車馬砲兵兵：為局數積分結果出爐的最高分參賽者MVP可獲得此項單元爭取獎金，此單元不需與投球固定來賓進行挑戰，參賽者將抽出指定象棋中的兩字來進行九宮格指定投擊，參賽者將有四次投球機會投進九宮格中的指定兩字，兩字只要在四次投球機會中投中即可獲得當日MVP所累計的獎金，若四次機會中投中九宮格中的其中一塊字也可獲得1000塊的累積獎金，挑戰兩字失敗的話投中其他字最高也可累積至4000塊的獎金，除此之外若抽中的兩字有將、帥或是兵、卒各兩字的話則獎金加倍。

## 外部連結
- 緯來《打擊出去》官方網站 （页面存档备份，存于）

| 緯來綜合台 星期一至五21:00~22:00 | 緯來綜合台 星期一至五21:00~22:00   | 緯來綜合台 星期一至五21:00~22:00 |
| -------------------------------- | ---------------------------------- | -------------------------------- |
|                                  | 打擊出去 （2009.11.02-2011.05.24） |                                  |
| —                                | 愛喲我的媽 （2011.06.06）          |                                  |